# روکسفورده
روکسفورده (به آلمانی: Roxförde) یک منطقهٔ مسکونی در آلمان است که در گراده‌لگن واقع شده‌است. روکسفورده ۲۲۲ نفر جمعیت دارد.